# مت ال جونز
مت ال جونز (انگلیسی: Matt L. Jones؛ زادهٔ ۱ نوامبر ۱۹۸۱) بازیگر و کمدین اهل ایالات متحده آمریکا است که بیشتر برای بازی در نقش براندون می‌هیو در مجموعه درام جنایی بریکینگ بد (۲۰۱۳–۲۰۰۸)، بکستر در سیتکام مام (۲۰۱۹–۲۰۱۳) و نوبر در مجموعه تلویزیونی پویانمایی خ مثل خانواده (۲۰۲۰–۲۰۱۸) شناخته می‌شود.

## فیلم‌شناسی

### سینما
- وضعیت قرمز (۲۰۱۱)
- شپش‌ها (۲۰۱۴)
- هواپیماها: حریق و نجات (۲۰۱۴)
- خانه (۲۰۱۵)
- موهاوی (۲۰۱۵)
- دیر شکوفا (۲۰۱۶)
- توقفگاه (۲۰۱۷)
- برایت‌برن (۲۰۱۹)
- ال کامینو: فیلم بریکینگ بد (۲۰۱۹)

### تلویزیون
- دختران گیلمور (۲۰۰۲)
- بریکینگ بد (۲۰۱۳–۲۰۰۸)
- آشنایی با مادر (۲۰۱۰–۲۰۰۹)
- اجتماع (۲۰۱۰–۲۰۰۹)
- وقت ماجراجویی (۲۰۱۵، ۲۰۱۰)
- ان‌سی‌آی‌اس: لس آنجلس (۲۰۱۰)
- ان‌سی‌آی‌اس (۲۰۱۵–۲۰۱۱)
- سی‌اس‌آی: نیویورک (۲۰۱۲)
- کلیولند شو (۲۰۱۲)
- ترون: شورش (۲۰۱۳–۲۰۱۲)
- هاوایی فایو-زیرو (۲۰۱۳)
- اداره (۲۰۱۳)
- مام (۲۰۱۹–۲۰۱۳)
- کمدی بنگ! بنگ! (۲۰۱۵)
- خ مثل خانواده (۲۰۲۰–۲۰۱۸)
- تایتان‌های نوجوان به پیش! (۲۰۲۱)

### بازی‌های ویدئویی
- فاینال فانتزی ۷ بازخلق‌شده (۲۰۲۰)